# Einberg (Geisenfeld)
Einberg ist ein Stadtteil von Geisenfeld im oberbayerischen Landkreis Pfaffenhofen an der Ilm. Der Weiler liegt circa vier Kilometer nördlich von Geisenfeld.

## Geschichte
Am 1. Januar 1978 wurde Einberg als Ortsteil der ehemals selbständigen Gemeinde Ilmendorf in die Gemeinde Geisenfeld eingegliedert.

## Baudenkmäler
Siehe auch: Liste der Baudenkmäler in Einberg
- Wallfahrtskapelle St. Maria